# Ямодо
Ямодо (фр. Yamodo) — деревня и супрефектура в Чаде, расположенная на территории региона Восточный Логон. Входит в состав департамента Нья-Пенде.

## Географическое положение
Деревня находится в южной части Чада, вблизи государственной границы с Центральноафриканской Республикой, на высоте 508 метров над уровнем моря.
Населённый пункт расположен на расстоянии приблизительно 516 километров к юго-востоку от столицы страны Нджамены.

## Население
По данным официальной переписи 2009 года численность населения Ямодо составляла 9427 человек (4629 мужчин и 4798 женщин). Население супрефектуры по возрастному диапазону распределилось следующим образом: 50,5 % — жители младше 15 лет, 46,5 % — между 15 и 59 годами и 3 % — в возрасте 60 лет и старше.

## Транспорт
Ближайший аэропорт расположен в городе Дильдо.